# Zbojská

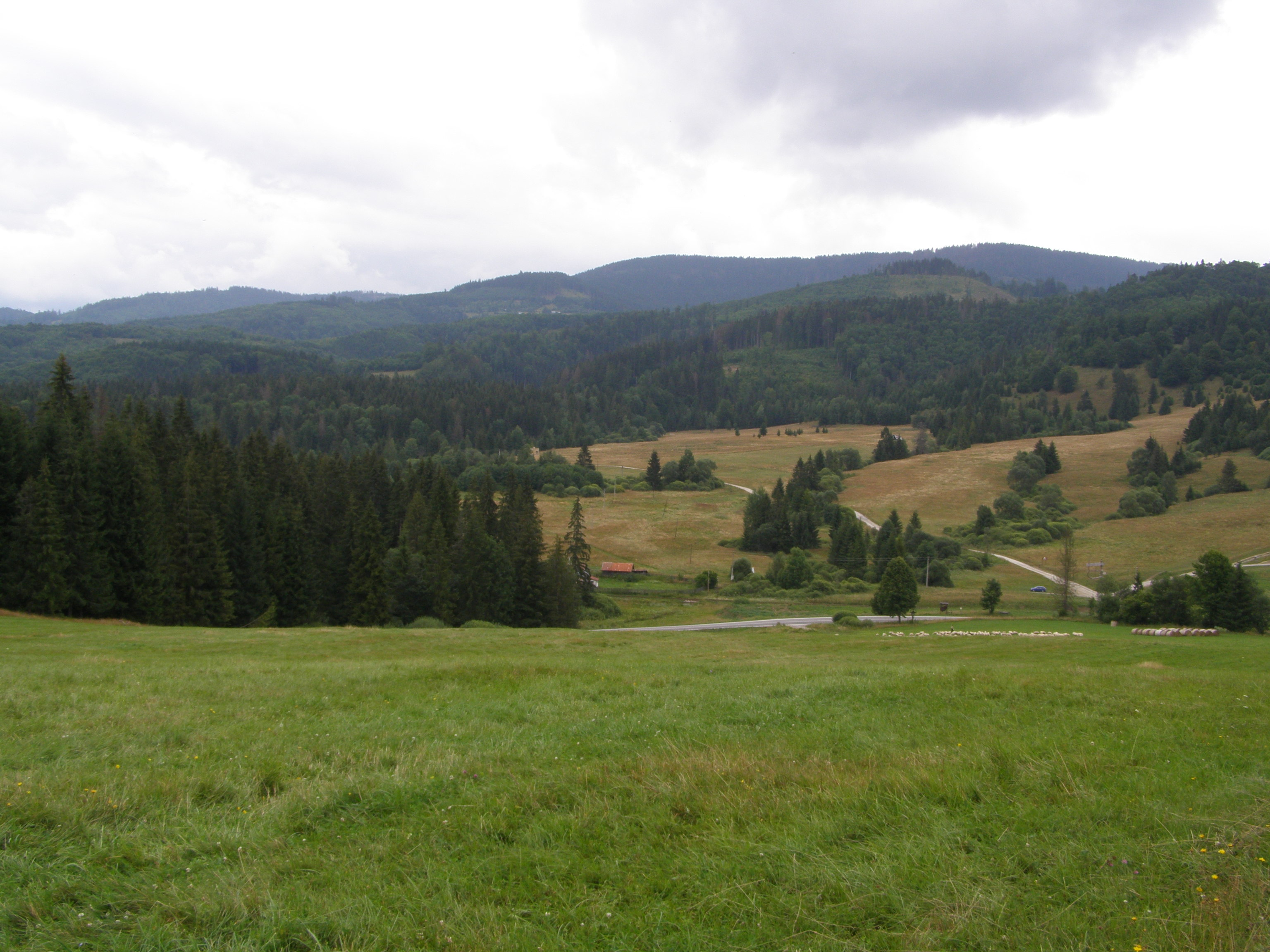
Sedlo Zbojská, Fabova hoľa

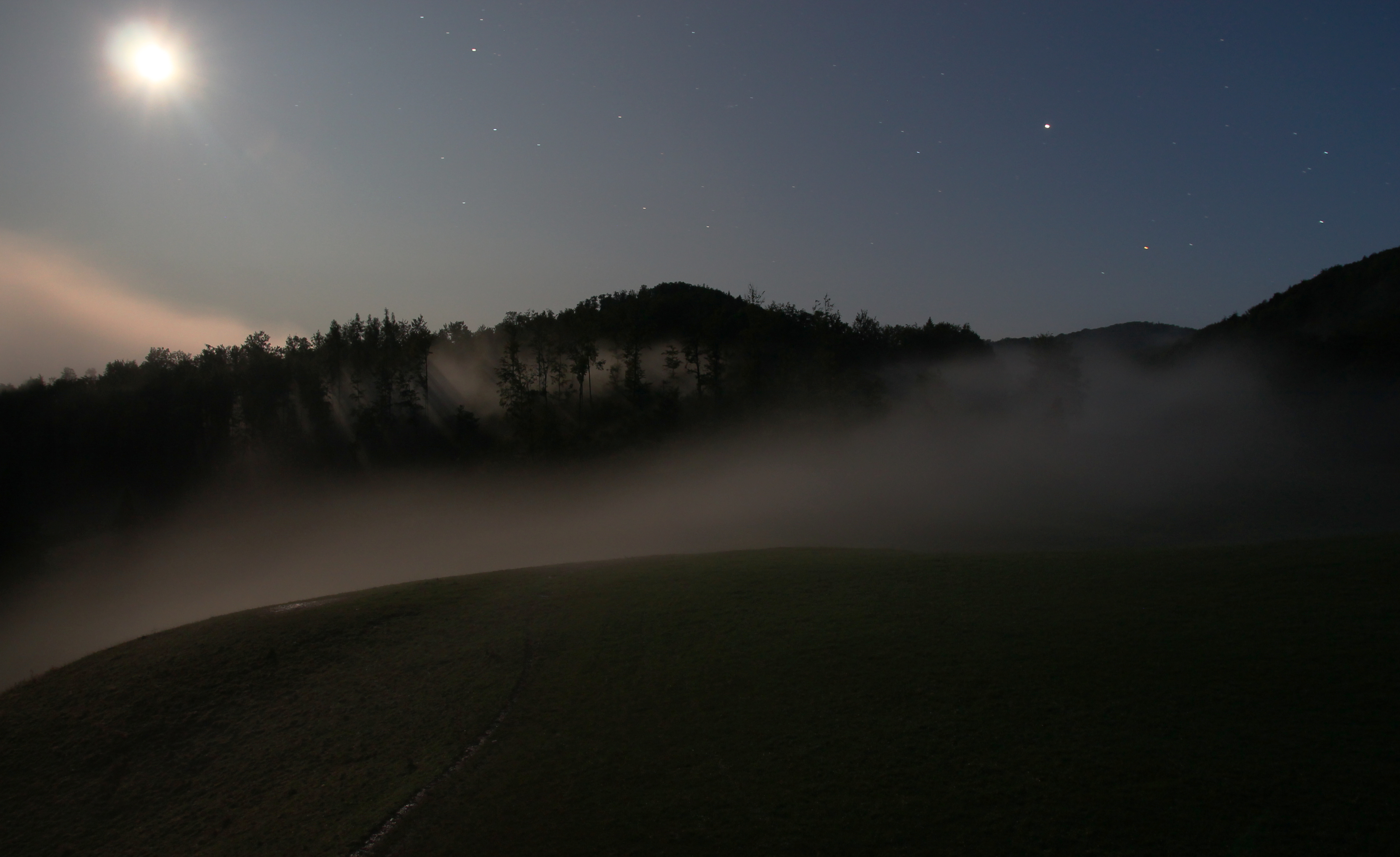
Sedlo Zbojská v noci

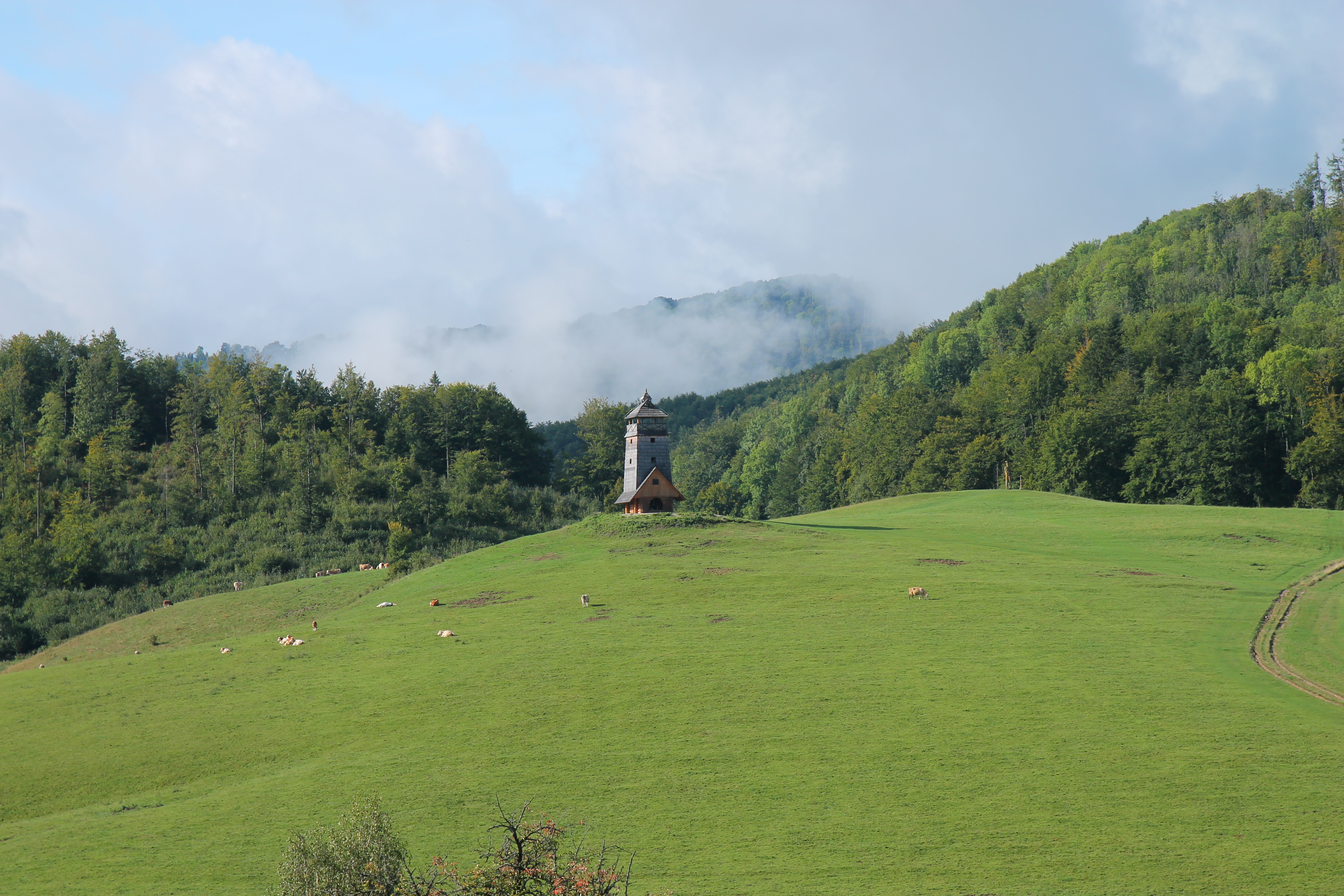
Rozhledna v sedle

Zbojská (725 m n. m.) je horské sedlo v hlavním hřebeni Veporských vrchů, mezi 
Bánovem (1038,8 m n. m.) a Fabovou hoľou (1438,8 m n. m.). Odděluje podcelky Fabova hoľa na severu a Balocké vrchy na jihu. Jižní svahy tvoří pramennou oblast Furmance, 
patřícího do povodí Rimavy, severně od sedla pramení Rohozná.
Sedlem prochází hranice mezi povodím Hronu a povodím Slané. Jižně od sedla se nachází dolina Furmanec, severozápadně od sedla se rozprostírá Breznianská kotlina. Další hranice precházející sedlem je administratívní – mezi okresy Brezno a Rimavská Sobota.
Vedou jím významné dopravní spojnice – silnice I/72 (dříve II/530, přezdívaná též „Masarykova silnice) a železniční trať Brezno–Jesenské, které propojují Horehroní s Gemerem mezi Pohronskou Polhorou a Tisovcem. 
Sedlem též prochází červeně značená Rudná magistrála ze sedla Bánovo na Fabovu hoľu, sedlo je tak výchozím bodem pro pěší turistiku v Národním parku Muráňská planina.
V sedle byla zřízena autobusová zastávka, pod sedlem železniční zastávka. Jižně od sedla leží rekreační osady Pod Dielom a Bánovo, severně od něho pak rekreační osada Predné Kopačno (Predkopačno). Přímo v sedle stojí areál Zbojníckeho dvora (Salaš Zbojská), ve kterém se nachází i informační centrum. Jižně od sedla byla v roce 2016 vybudována dřevěná rozhledna s kapličkou a menší expozicí.

## Fotogalerie

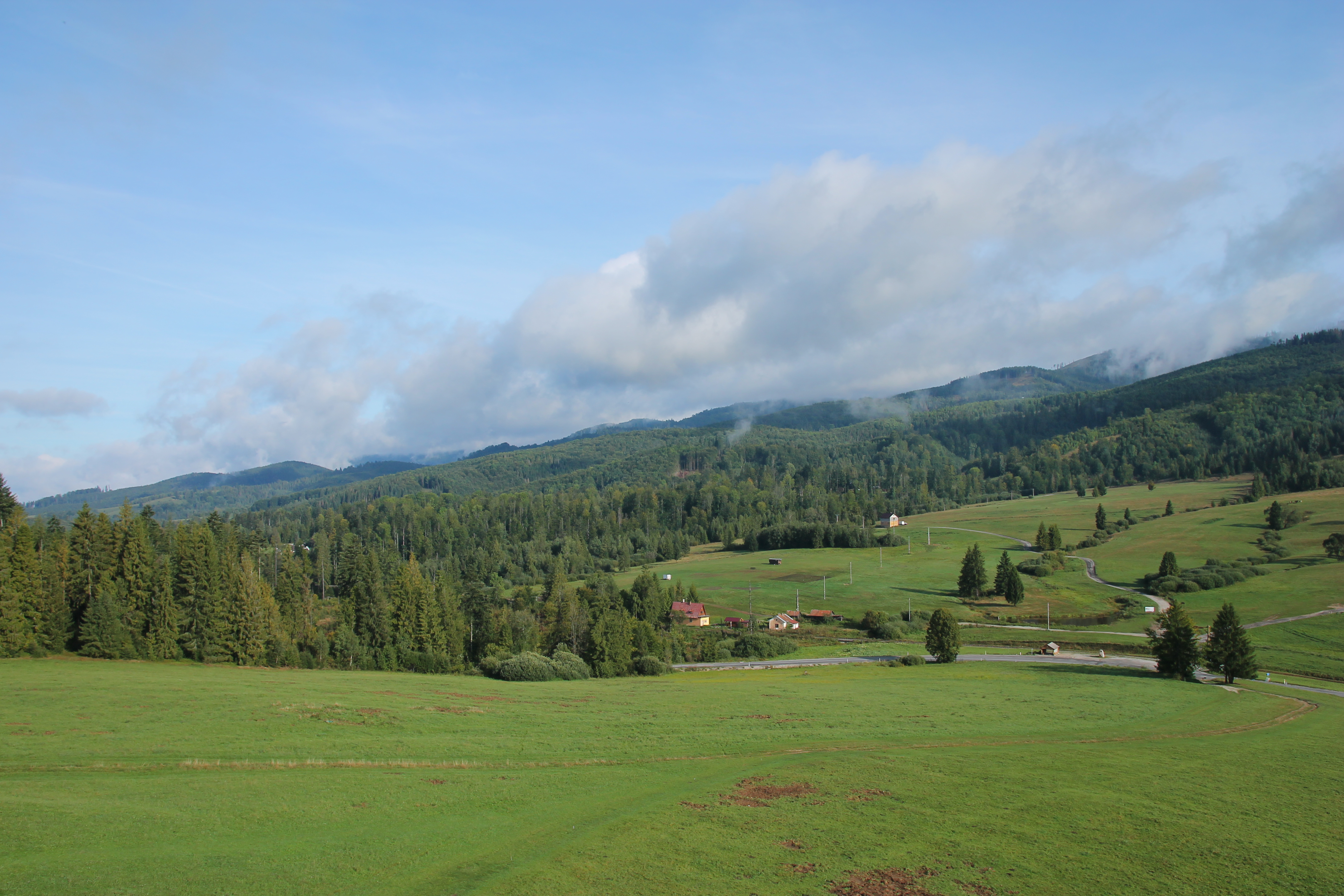
Sedlo Zbojská
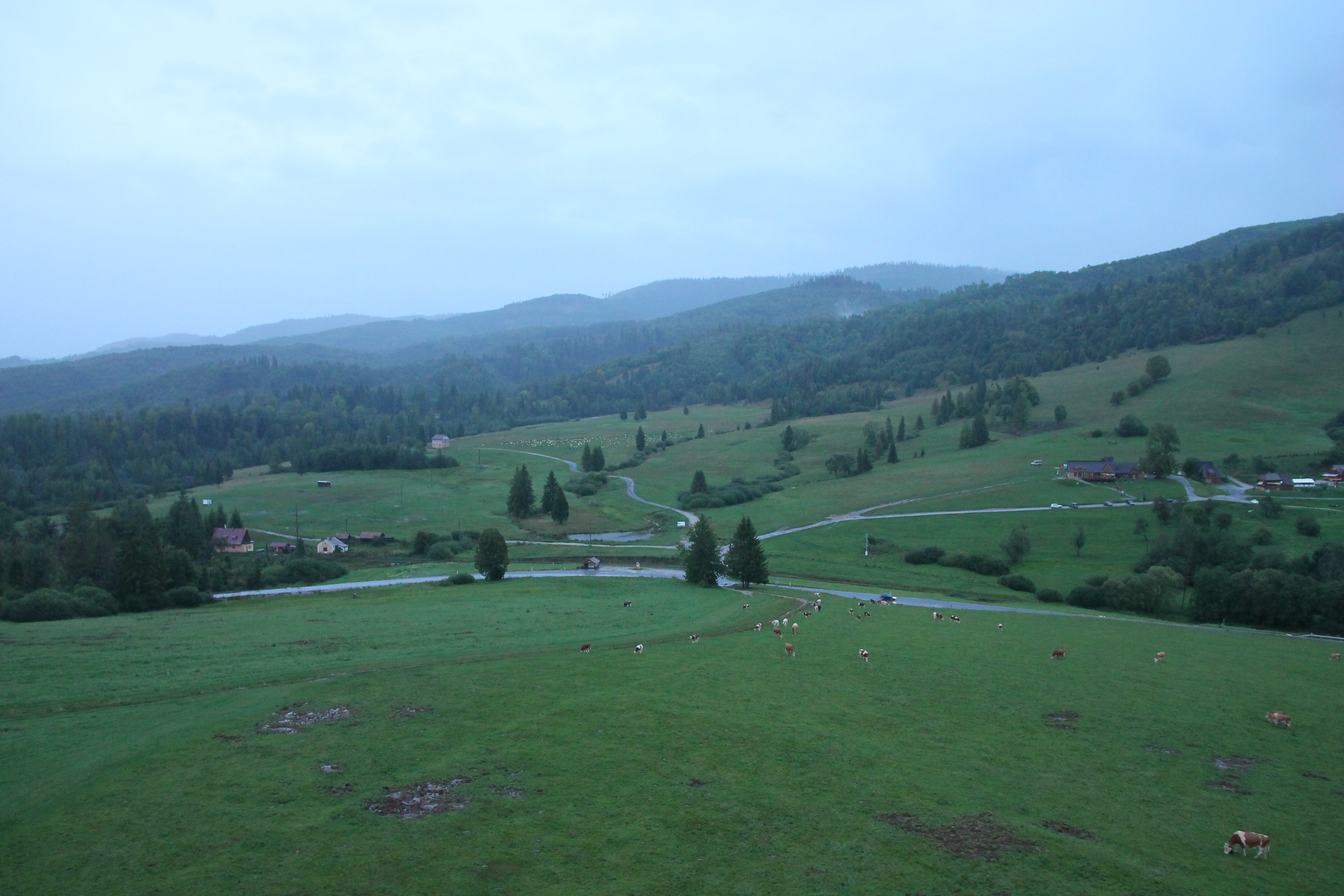
Deštivý podvečer v sedle
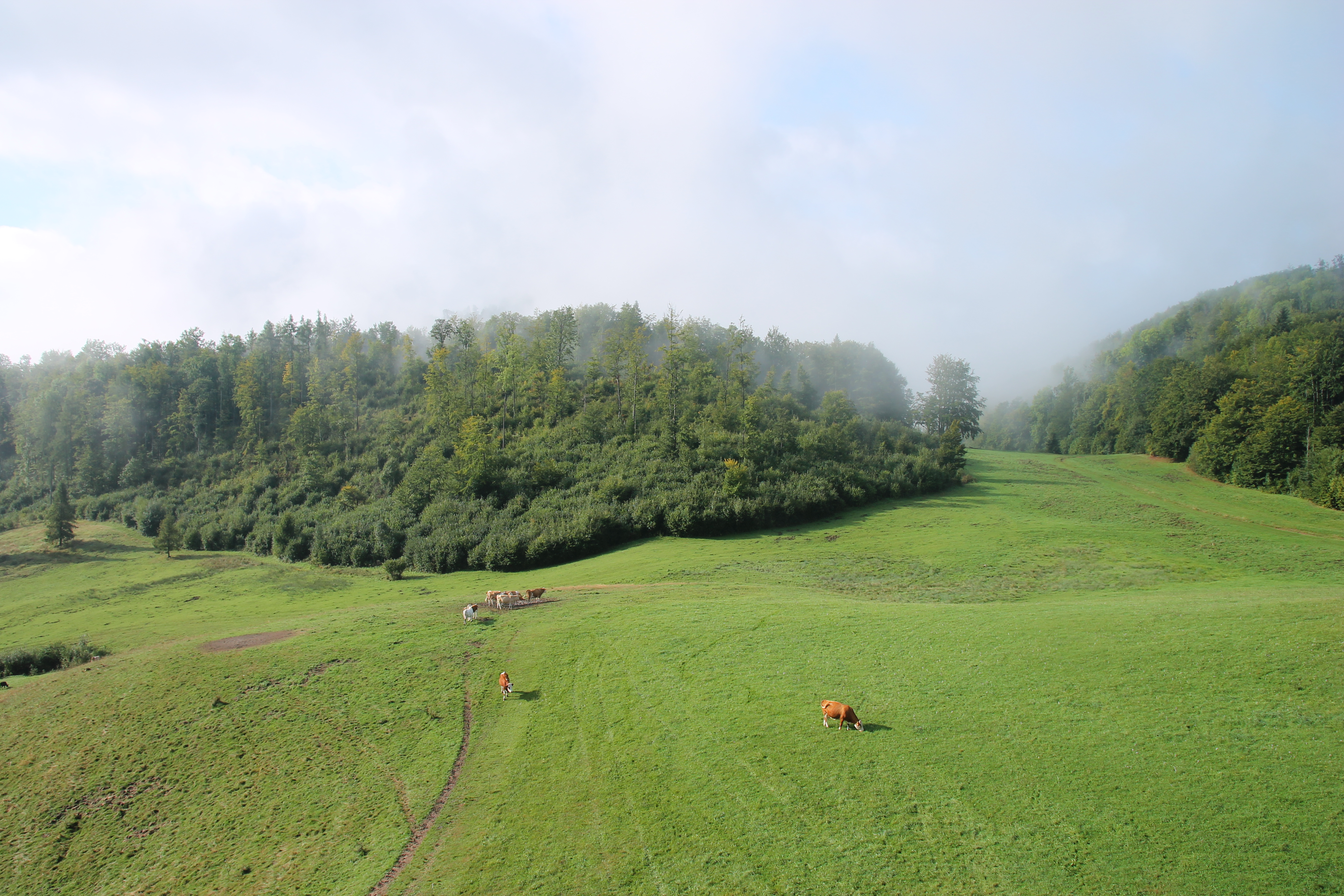
Pohled jižním směrem
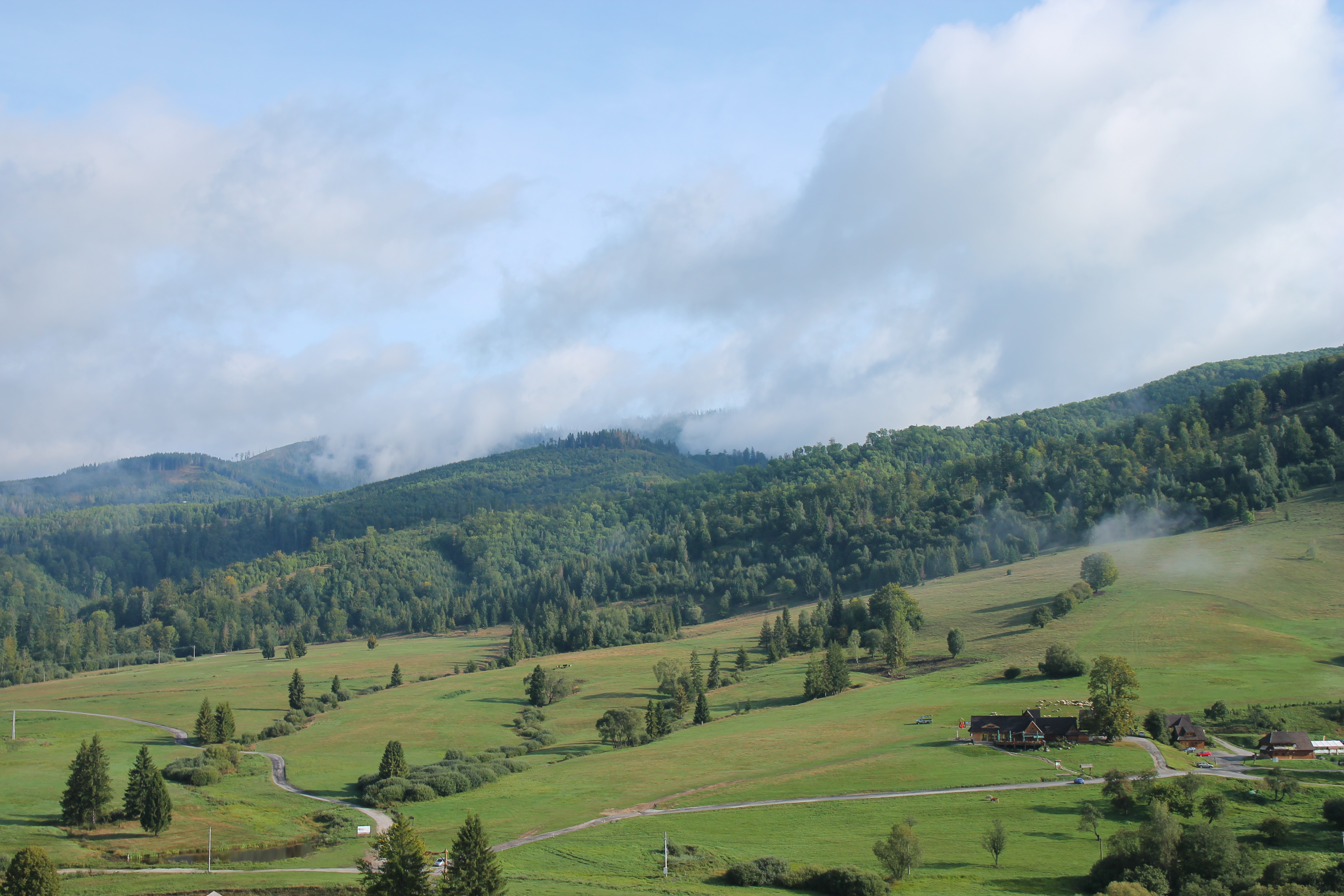
Pohled směrem k Fabově hoľi
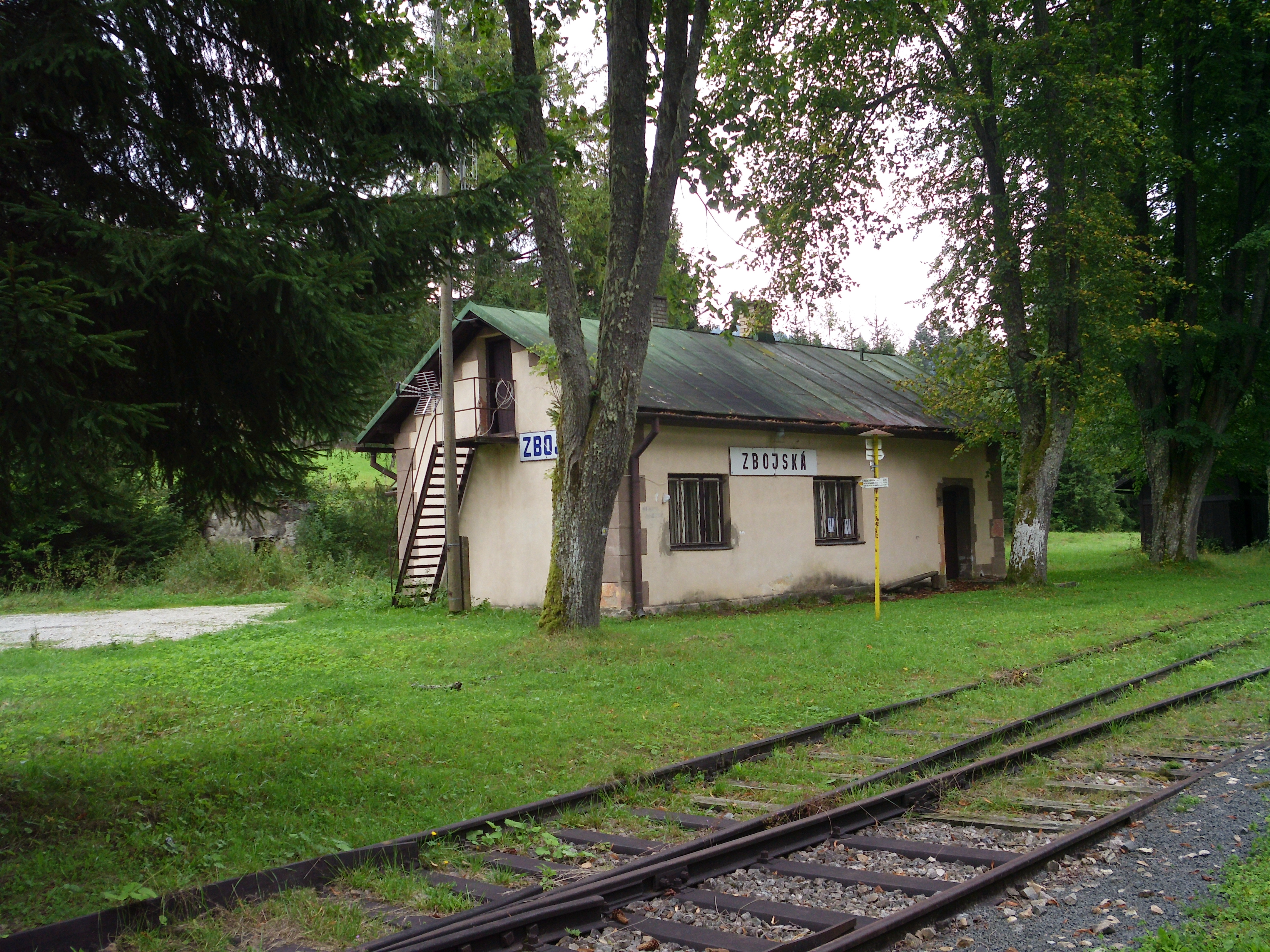
Železniční zastávka
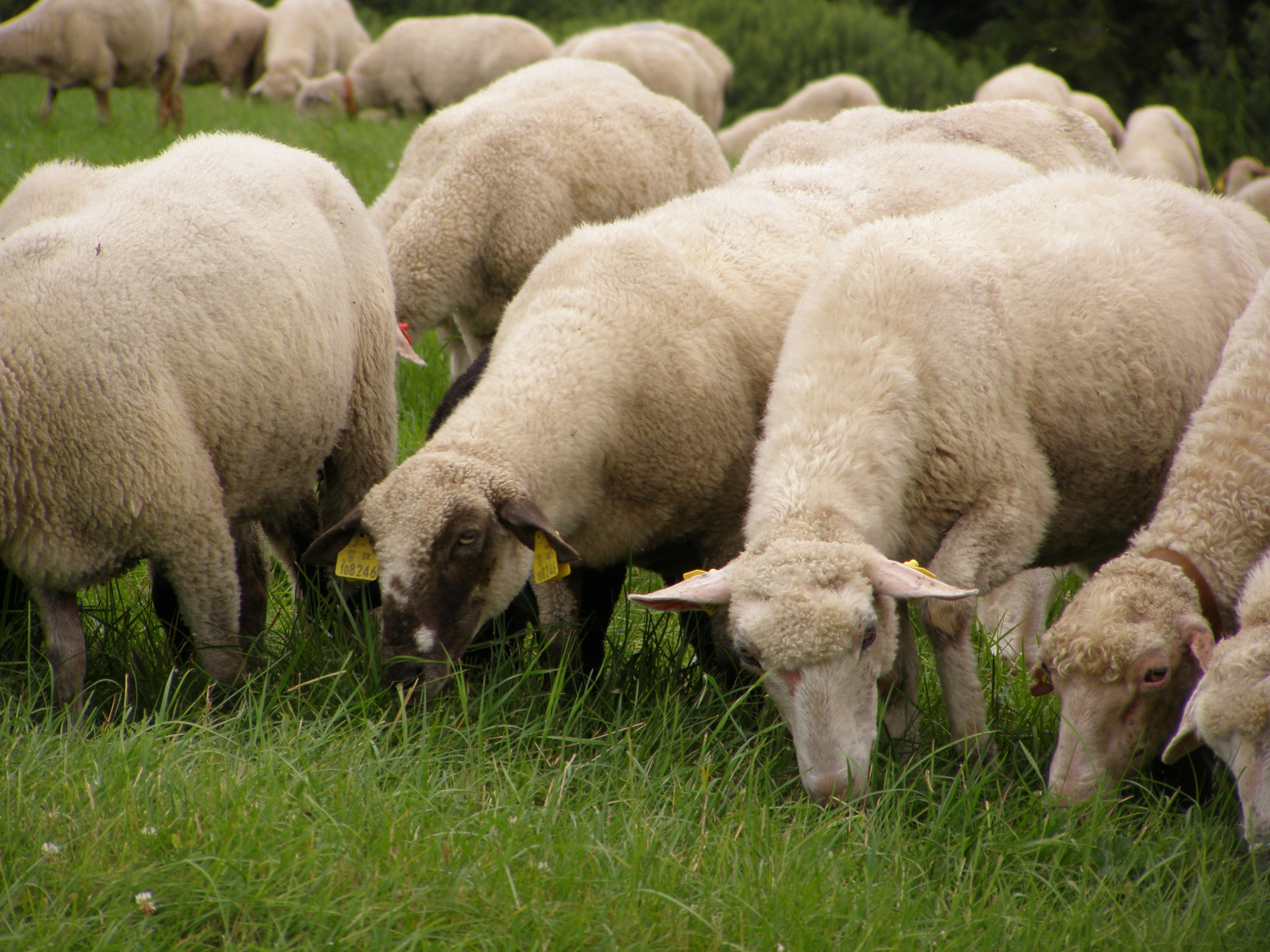
Ovce v sedle